# Kreis Körmend
Der Kreis Körmend (ungarisch Körmendi járás) ist ein Kreis im Südwesten des westungarischen Komitats Vas. Er grenzt im Norden an den Kreis Szombathely, im Osten an den Kreis Vasvár, im Westen trennt der Kreis Körmend den Kreis Szentgotthárd vom Hauptteil des Komitats. Im Südwesten und Süden bildet das Komitat Zala mit den Kreisen Zalaegerszeg und Lenti die Grenze. Im Nordwesten grenzt der Kreis mit vier Gemeinden an das österreichische Burgenland und im Südwesten bilden fünf Gemeinden die Grenze zum Nachbarstaat Slowenien.

## Geschichte
Im Zuge der ungarischen Verwaltungsreform entstand Anfang 2013 der Kreis als Nachfolger des gleichnamigen Kleingebiets (ungarisch Körmendi kistérség) (25 Gemeinden) und aus 21 (der 22) Gemeinden des südlicher gelegenen, Ende 2012 aufgelösten Kleingebiets Őriszentpéter (ungarisch Őriszentpéteri kistérség). Dieses Kleingebiet gab lediglich die Gemeinde Kondorfa an den Kreis Szentgotthárd ab. Der Gebietszuwachs für Körmend betrug damals 283,62 Quadratkilometer (85,7 %) bzw. 5.724 Einwohner (28,0 %).

## Gemeindeübersicht
Der Kreis Körmend hat eine durchschnittliche Gemeindegröße von 569 Einwohnern auf einer Fläche von 13,36 Quadratkilometern. Der drittbevölkerungsreichste und drittgrößte Kreis hat die zweitniedrigste Bevölkerungsdichte im Komitat. Der Kreissitz befindet sich in der größten Stadt, Körmend, im Norden des Kreises gelegen.
| Gemeinde           | Status   | Herkunft Kleingebiet | Einwohnerzahl | Einwohnerzahl | Einwohnerzahl | Fläche (km²) 1. 1. 2016 | Bevölkerungs- dichte (Ew./km²) |
| Gemeinde           | Status   | Herkunft Kleingebiet | 1. 10. 2011   | 1. 1. 2013    | 1. 1. 2016    | Fläche (km²) 1. 1. 2016 | Bevölkerungs- dichte (Ew./km²) |
| ------------------ | -------- | -------------------- | ------------- | ------------- | ------------- | ----------------------- | ------------------------------ |
| Bajánsenye **      | Gemeinde | Őriszentpéter        | 497           | 493           | 482           | 21,85                   | 22,1                           |
| Csákánydoroszló *  | Gemeinde | Körmend              | 1.746         | 1.780         | 1.749         | 26,61                   | 65,7                           |
| Daraboshegy        | Gemeinde | Körmend              | 100           | 93            | 93            | 4,59                    | 20,3                           |
| Döbörhegy          | Gemeinde | Körmend              | 133           | 134           | 113           | 11,75                   | 9,6                            |
| Döröske            | Gemeinde | Körmend              | 82            | 84            | 76            | 4,40                    | 17,3                           |
| Egyházashollós     | Gemeinde | Körmend              | 556           | 546           | 550           | 19,04                   | 28,9                           |
| Egyházasrádóc      | Gemeinde | Körmend              | 1.339         | 1.315         | 1.270         | 24,79                   | 51,2                           |
| Felsőjánosfa       | Gemeinde | Őriszentpéter        | 203           | 187           | 188           | 3,06                    | 61,4                           |
| Felsőmarác         | Gemeinde | Őriszentpéter        | 247           | 233           | 220           | 17,44                   | 12,6                           |
| Halastó            | Gemeinde | Körmend              | 99            | 87            | 72            | 5,65                    | 12,7                           |
| Halogy             | Gemeinde | Körmend              | 267           | 265           | 264           | 7,05                    | 37,4                           |
| Harasztifalu       | Gemeinde | Körmend              | 148           | 152           | 158           | 7,89                    | 20,0                           |
| Hegyháthodász      | Gemeinde | Körmend              | 169           | 160           | 161           | 8,08                    | 19,9                           |
| Hegyhátsál         | Gemeinde | Körmend              | 156           | 156           | 162           | 4,58                    | 35,4                           |
| Hegyhátszentjakab  | Gemeinde | Őriszentpéter        | 273           | 264           | 260           | 9,47                    | 27,5                           |
| Hegyhátszentmárton | Gemeinde | Őriszentpéter        | 56            | 65            | 61            | 12,74                   | 4,8                            |
| Ispánk             | Gemeinde | Őriszentpéter        | 90            | 104           | 109           | 6,92                    | 15,8                           |
| Ivánc              | Gemeinde | Őriszentpéter        | 698           | 694           | 693           | 17,14                   | 40,4                           |
| Katafa             | Gemeinde | Körmend              | 345           | 359           | 334           | 4,81                    | 69,4                           |
| Kemestaródfa *     | Gemeinde | Körmend              | 222           | 210           | 199           | 6,35                    | 31,3                           |
| Kercaszomor **     | Gemeinde | Őriszentpéter        | 193           | 203           | 187           | 12,87                   | 14,5                           |
| Kerkáskápolna      | Gemeinde | Őriszentpéter        | 77            | 83            | 70            | 9,20                    | 7,6                            |
| Kisrákos           | Gemeinde | Őriszentpéter        | 202           | 203           | 179           | 11,06                   | 16,2                           |
| Körmend            | Stadt    | Körmend              | 11.950        | 11.694        | 11.419        | 52,79                   | 216,3                          |
| Magyarnádalja      | Gemeinde | Körmend              | 221           | 216           | 193           | 3,85                    | 50,1                           |
| Magyarszecsőd      | Gemeinde | Körmend              | 444           | 440           | 433           | 11,26                   | 38,5                           |
| Magyarszombatfa ** | Gemeinde | Őriszentpéter        | 269           | 262           | 250           | 15,94                   | 15,7                           |
| Molnaszecsőd       | Gemeinde | Körmend              | 432           | 419           | 406           | 11,69                   | 34,7                           |
| Nádasd             | Gemeinde | Körmend              | 1.355         | 1.332         | 1.292         | 35,60                   | 36,3                           |
| Nagykölked         | Gemeinde | Körmend              | 147           | 155           | 148           | 9,78                    | 15,1                           |
| Nagymizdó          | Gemeinde | Körmend              | 115           | 114           | 113           | 6,76                    | 16,7                           |
| Nagyrákos          | Gemeinde | Őriszentpéter        | 275           | 260           | 261           | 16,11                   | 16,2                           |
| Nemesrempehollós   | Gemeinde | Körmend              | 284           | 303           | 286           | 12,05                   | 23,7                           |
| Orimagyarósd       | Gemeinde | Őriszentpéter        | 229           | 224           | 235           | 12,29                   | 19,1                           |
| Őriszentpéter      | Stadt    | Őriszentpéter        | 1.178         | 1.189         | 1.154         | 33,56                   | 34,4                           |
| Pankasz            | Gemeinde | Őriszentpéter        | 470           | 460           | 453           | 9,27                    | 48,9                           |
| Pinkamindszent *   | Gemeinde | Körmend              | 154           | 164           | 162           | 11,01                   | 14,7                           |
| Rádóckölked        | Gemeinde | Körmend              | 275           | 270           | 296           | 18,95                   | 15,6                           |
| Szaknyér           | Gemeinde | Őriszentpéter        | 51            | 49            | 51            | 2,93                    | 17,4                           |
| Szalafő **         | Gemeinde | Őriszentpéter        | 198           | 198           | 202           | 27,37                   | 7,4                            |
| Szarvaskend        | Gemeinde | Körmend              | 213           | 208           | 192           | 10,34                   | 18,6                           |
| Szatta             | Gemeinde | Őriszentpéter        | 78            | 75            | 72            | 6,01                    | 12,0                           |
| Szőce              | Gemeinde | Őriszentpéter        | 321           | 320           | 294           | 18,71                   | 15,7                           |
| Vasalja *          | Gemeinde | Körmend              | 302           | 311           | 331           | 11,24                   | 29,4                           |
| Velemér **         | Gemeinde | Őriszentpéter        | 70            | 77            | 74            | 9,55                    | 7,7                            |
| Viszák             | Gemeinde | Őriszentpéter        | 248           | 255           | 229           | 10,13                   | 22,6                           |
| Kreis Körmend      |          |                      | 27.177        | 26.865        | 26.196        | 614,53                  | 42,6                           |

* Grenzgemeinde zu Österreich

** Grenzgemeinde zu Slowenien